# Timothée Bodika
Timothée Bodika Mansiyai PSS (ur. 1 stycznia 1962 w Kinszasie) – kongijski duchowny katolicki, biskup Kikwit od 2016.

## Życiorys

### Prezbiterat
Święcenia kapłańskie przyjął 1 sierpnia 1990. Początkowo pracował jako wykładowca i ekonom seminarium im. Jana XXIII w Kinszasie. W 1992 rozpoczął formację w kolegium sulpicjańskim w Lyonie i rok później stał się członkiem tego zgromadzenia. W kolejnych latach był wykładowcą seminariów w Kinszasie i Tuluzie, a w 2007 został rektorem kinszaskiego seminarium St André Kaggwa.

### Episkopat
2 lutego 2012 papież Benedykt XVI mianował go biskupem pomocniczym archidiecezji kinszaskiej oraz biskupem tytularnym Naiera. Sakry biskupiej udzielił mu 15 kwietnia 2012 arcybiskup Kinszasy - Laurent Monsengwo Pasinya.
19 listopada 2016 decyzją papieża Franciszka został ordynariuszem diecezji Kikwit.